# Corporação Industrial do Norte
A CIN - Corporação Industrial do Norte, S.A. é uma empresa portuguesa, sediada na Maia, cuja principal actividade consta no fabrico e comércio de tintas e vernizes. A CIN foi criada em 1917 e é líder ibérica do sector desde 1995, e líder em Portugal desde 1992 e Actua em três áreas de negócio - Decorativos, Protective Coatings e Indústria. A empresa esteve cotada na Euronext Lisboa até 2007.
Com uma história de mais de 100 anos na indústria das tintas e vernizes, a CIN ocupa o TOP 60 no ranking mundial de produtores de tintas e vernizes, no ano de 2015. O seu portfolio de produtos corresponde a três diferentes segmentos, com gamas que abrangem as necessidades do mercado. Em 2018, a marca possui 125 lojas próprias e 10 unidades fabris em Portugal, Espanha, França, Angola e Moçambique. A CIN exporta para vários mercados da Europa, América Latina, África e Ásia, empregando mais de 1400 colaboradores em todo o Mundo. Em 2017 o seu volume anual de negócios rondou os 232 Milhões de Euros.

## Empresas e Marcas

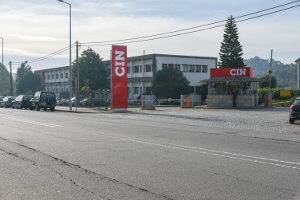
Sede da CIN

Portugal
- Sede da CINCIN
- CIN Industrial Coatings
- Sotinco
- Nitin
- Navis Marine Paints

Espanha
- CIN Valentine
- Soritec Pinturas
- CIN Canárias
- Proitesa
- Palmcolor
- CIN Govesan

França
- Artilin
- CIN Celliose
- CIN Monopol

Angola
- CIN Angola

Moçambique
- CIN Moçambique

## História da CIN
Eis algumas datas importantes da história da CIN:

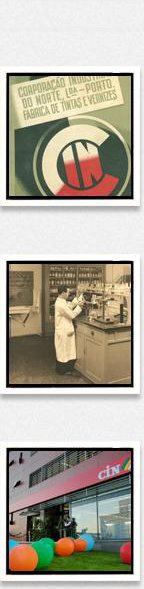
Imagens História da CIN

1917 - Fundação da Companhia Industrial do Norte, SARL, primeira empresa à qual aparece associada a marca CIN. 
1926 - Constituição da CIN - Corporação Industrial do Norte, Lda.
1950 - Desde então, detém a liderança em acabamentos industriais.
1970 - Registo de um forte crescimento nas tintas decorativas. Internacionalização da CIN começa com a criação das Tintas CIN Angola, S.A. .
1973 - Criação das Tintas CIN Moçambique, SARL.
1988 - Dispersão do capital em bolsa e admissão à cotação na BVL.
1989 - Aquisição da Fábrica de Tintas Lacose, Lda.
1990 - Aquisição da Sotinco à Sociedade de Tintas de Construção Tinco, S.A.
1994 - Compra de 47,36% do capital da Barnices Valentine.
1996 - Aquisição da empresa Cros Pinturas. Reforço da participação na Barnices Valentine (+11%).
1997 - Realização de uma Joint Venture com a DISA - Corporación Petrolífera, SA., criando a DISA Pinturas, SA., com uma participação de 50% no capital desta sociedade.
1999 - Compra de 98% da Barnices Valentine.
2000 - Aquisição de 99,7% da NITIN - Nova Indústria de Tintas, S.A.
2001 - Aquisição de 100% da DISA Pinturas, SA. Alteração da designação social de DISA Pinturas, S.A., para Pinturas CIN Canárias, SA.
2002 - Participação de 33,6% do capital da Artilin, S.A., alargada em 2003 para 42,6%.
2005 - Aquisição da Ibercoat à Tintas em Pó, S.A.
2006 - Aquisição da Proitesa - Productos Industriales, de Tenerife.
2007 - Aquisições da divisão de acabamentos industriais da Robbialac e da Martolar S.A. Detenção de 100% da Artilin. Aquisição de 100% da empresa francesa Celliose, S.A. Aquisição de 100% da empresa Industrias de La Pintura.
2010 - Inauguração do Novo Centro de Investigação & Desenvolvimento da CIN, na Maia.
2012 - Aumento da capacidade industrial da Megadur, fábrica de tintas em pó para o sector Industrial, na Maia.
2013 - Implementação da CIN Coatings México, com o objectivo de intervir na venda e prestação de serviços na área da anticorrosão.
2015 - Aquisição da Monopol.

## Investigação e Inovação
O Grupo CIN tem diversos centros de I&D e laboratórios distribuídos por diversos países (Portugal, Espanha, França, Angola e Moçambique) onde trabalham cerca de 10% dos colaboradores.
Principais áreas de actividade

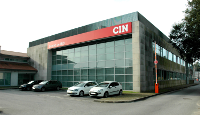
Centro de I&D da CIN na Maia

Os diversos centros de I&D têm como principais áreas de actividade a investigação e desenvolvimento de revestimentos decorativos para a construção civil e para o DIY, de revestimentos industriais para metais, madeiras e plásticos e revestimentos para a protecção anticorrosiva e manutenção de instalações industriais.
O maior e mais importante centro I&D da CIN, que tem uma área global de cerca de 3300 m², está localizado na Maia, tendo iniciado a sua actividade em Janeiro de 2010. Neste centro trabalham cerca de 50 colaboradores, tendo o seu investimento total orçado em cerca de 5 milhões de euros.
Este centro possui como principais áreas de actividade a investigação e desenvolvimento de produtos decorativos para a construção civil e para o DIY e de produtos industriais líquidos para metais e madeiras. Alberga ainda outros departamentos essenciais para o apoio dessas actividades principais: colorimetria, laboratório analítico, laboratório de ensaios de envelhecimento acelerado, estação de ensaios de exposição natural, sala de formação e show-room.